# Emmanuelle Guattari
Pour les articles homonymes, voir Guattari.
Emmanuelle Guattari, née en 1964, est une femme de lettres française.

## Biographie
Elle est la fille du psychanalyste et philosophe Félix Guattari.

## Œuvres
- La Petite Borde, Paris, Mercure de France, coll. « Bleue », 2012, 141 p.  (ISBN 978-2-7152-3292-1)[2]
- Ciels de Loire, Paris, Mercure de France, coll. « Bleue », 2013, 135 p.  (ISBN 978-2-7152-3412-3)[3]
- New York, petite Pologne, Paris, Mercure de France, coll. « Bleue », 2015, 88 p.  (ISBN 978-2-7152-3503-8)
- Victoria Bretagne, Paris, Mercure de France, coll. « Bleue », 2016, 88 p.  (ISBN 978-2-7152-4174-9)
- Rosa Panthère, Paris, Mercure de France, coll. « Bleue », 2018, 128 p. (ISBN 978-2-7152-4643-0)